# پیج ساندو
پیج ساندو (زاده ۱۷ ژوئیه ۱۹۹۵) یک هنرپیشه انگلیسی است. ساندو در سال ۱۹۹۵ در انگلستان از پدری هندی و مادری انگلیسی به دنیا آمد. او در کنار افرادی که نمی‌شناخت احساس ناامنی می‌کرد که باعث شد زیاد از خانه بیرون نرود و همچنین دچار بی‌خوابی و عدم تحمل غذایی مختلف شد.

## فیلم‌شناسی
| سال       | عنوان     | نقش                 | یادداشت           | Ref.  |
| --------- | --------- | ------------------- | ----------------- | ----- |
| ۲۰۱۶      | تلاش کنید | صندوقدار (بی‌اعتبار) | قسمت: " آرکادیا " | [ ۱ ] |
| ۲۰۲۰–۲۰۲۲ | امردیل    | مینا جوتلا          | نقش منظم          | [ ۶ ] |
| TBA       | شیر ماده  | پرنسس سوفیا         | فیلم              | [ ۷ ] |